# Pycnocline
Een pycnocline is een laag in een waterlichaam waar de dichtheid snel verandert met de diepte. Deze dichtheidsverandering wordt voornamelijk veroorzaakt door temperatuur- en zoutgehalteverschillen, en kan een scheidingslaag vormen tussen boven- en onderliggend water.